# Neil Gourley
Neil Gourley (ur. 7 lutego 1995 w Glasgow) – szkocki lekkoatleta specjalizujący się w biegach średniodystansowych, halowy wicemistrz Europy z 2023.
Zdobył brązowy medal w biegu na 1500 metrów na młodzieżowych mistrzostwach Europy w 2015 w Tallinnie. Zajął 6. miejsce na tym dystansie na halowych mistrzostwach świata w 2022 w Belgradzie i 8. miejsce na mistrzostwach Europy w 2022 w Monachium.
Zdobył srebrny medal w biegu na 1500 metrów na halowych mistrzostwach Europy w 2023 w Stambule, przegrywając jedynie z Jakobem Ingebrigtsenem z Norwegii, a wyprzedzając Azeddine Habza z Francji.
Był mistrzem Wielkiej Brytanii w biegu na 1500 metrów w 2019, wicemistrzem w 2022 i brązowym medalistą w 2018, a w hali mistrzem w tej konkurencji w 2018 i 2023.
Jest aktualnym (luty 2024) halowym rekordzistą Wielkiej Brytanii w biegu na 1500 metrów z wynikiem 3:32,48 (25 lutego 2023 w Birmingham).

## Osiągnięcia
| Rok  | Impreza                        | Miejsce    | Konkurencja    | Pozycja     | Wynik   |
| ---- | ------------------------------ | ---------- | -------------- | ----------- | ------- |
| 2015 | Młodzieżowe mistrzostwa Europy | Tallinn    | bieg na 1500 m | 3. miejsce  | 3:45,04 |
| 2017 | Młodzieżowe mistrzostwa Europy | Bydgoszcz  | bieg na 1500 m | 4. miejsce  | 3:49,73 |
| 2019 | Halowe mistrzostwa Europy      | Glasgow    | bieg na 1500 m | eliminacje  | 3:46,63 |
| 2019 | Mistrzostwa świata             | Doha       | bieg na 1500 m | 11. miejsce | 3:37,30 |
| 2021 | Halowe mistrzostwa Europy      | Toruń      | bieg na 1500 m | 12. miejsce | 3:45,99 |
| 2022 | Halowe mistrzostwa świata      | Belgrad    | bieg na 1500 m | 6. miejsce  | 3:35,87 |
| 2022 | Mistrzostwa świata             | Eugene     | bieg na 1500 m | półfinał    | 3:37,22 |
| 2022 | Igrzyska Wspólnoty Narodów     | Birmingham | bieg na 1500 m | 8. miejsce  | 3:32,93 |
| 2022 | Mistrzostwa Europy             | Monachium  | bieg na 1500 m | 8. miejsce  | 3:38,40 |
| 2023 | Halowe mistrzostwa Europy      | Stambuł    | bieg na 1500 m | 2. miejsce  | 3:34,23 |
| 2023 | Mistrzostwa świata             | Budapeszt  | bieg na 1500 m | 9. miejsce  | 3:31,10 |
| 2025 | Halowe mistrzostwa Europy      | Apeldoorn  | bieg na 1500 m | 4. miejsce  | 3:38,29 |
| 2025 | Halowe mistrzostwa świata      | Nankin     | bieg na 1500 m | 2. miejsce  | 3:39,07 |

## Rekordy życiowe
- bieg na 800 metrów – 1:44,82 (18 czerwca 2022, Pfungstadt)
- bieg na 800 metrów (hala) – 1:47,04 (24 lutego 2018, Clemson)
- bieg na 1000 metrów (hala) – 2:18,68 (22 stycznia 2021, Blacksburg)
- bieg na 1500 metrów – 3:30,60 (23 lipca 2023, Londyn)
- bieg na 1500 metrów (hala) – 3:32,48 (25 lutego 2023, Birmingham)
- bieg na milę – 3:47,74 (25 maja 2024, Eugene)
- bieg na milę (hala) – 3:49,46 (11 lutego 2023, Nowy Jork)
- bieg na 2000 metrów – 5:00,73 (10 sierpnia 2020, Sollentuna)
- bieg na 3000 metrów (hala) – 7:48,94 (29 stycznia 2022, Fayetteville)
- bieg na 5000 metrów – 13:11,44 (26 maja 2023, Westwood)
- bieg na 5000 metrów (hala) – 13:16,24 (3 grudnia 2022, Boston)